# Phragmipedium exstaminodium
Phragmipedium exstaminodium är en orkidéart som beskrevs av Castaño, Hágsater och Ernesto Aguirre León. Phragmipedium exstaminodium ingår i släktet Phragmipedium och familjen orkidéer. Inga underarter finns listade i Catalogue of Life.